# Tole libbeyi
Tole libbeyi är en kräftdjursart som beskrevs av Ortmann 1901. Tole libbeyi ingår i släktet Tole, ordningen gråsuggor och tånglöss, klassen storkräftor, fylumet leddjur och riket djur. Inga underarter finns listade i Catalogue of Life.